# San Cristoforo (Tiziano)
San Cristoforo è un affresco (300x179 cm) di Tiziano, databile al 1523 circa e conservato in Palazzo Ducale a Venezia.

## Storia e descrizione
L'opera, secondo la tradizione, venne commissionata nel 1523 dal doge Andrea Gritti, per decorare la parete che sovrasta la scala per l'appartamento privato dei dogi. Probabilmente dovette essere richiesta poco dopo la sua elezione e insediamento a palazzo, nel maggio 1523.
Tiziano disegnò il santo gigante che traghetta il Bambin Gesù ispirandosi a stampe nordiche. Ne esiste uno studio preparatorio in proprietà privata a Stoccolma (33x22 cm), che però Pallucchini riferisce ad altre opere.
Con un orizzonte bassissimo, sullo sfondo della Laguna di Venezia, il mastodontico Cristoforo, dalla muscolatura possente e dalla statura di gigante, porta Gesù sulle spalle, aiutandosi col bastone. Nell'opera sono evidenti echi del muscolarismo titaneggiante di Michelangelo. Le vette alpine alludono ai possedimenti della Serenissima in terraferma.